# Lijst van spelers van Danubio FC
Deze lijst omvat voetballers die bij de Uruguayaanse voetbalclub Danubio FC spelen of gespeeld hebben. De namen van de spelers zijn alfabetisch gerangschikt.

## A
- Leonardo Abelenda
- Gabriel Alcoba
- Junior Aliberti
- Damián Alvarez
- Mario Álvarez
- Ignacio Amarilla
- Jorge Anchén
- Eudalio Arriaga
- Jorge Artigas
- Ignacio Avilés

## B
- Walt Baez
- Daniel Baldi
- Luis Barbat
- Cristian Bardaro
- Gonzalo Barreto
- Carlos Barrionuevo
- Ruben Betancourt
- Claudio Biaggio
- Gastón Bueno
- Juan Burgueno

## C
- Juan Cabrera
- Nelson Cabrera
- Pablo Cáceres
- Cafú
- Christian Callejas
- Alberto Cardaccio
- Fabián Carini
- Juan Ramón Carrasco
- Nery Castillo
- Pablo Castro
- Edinson Cavani
- Gabriel Cayetano
- Guillermo Chavasco
- Ernesto Chevantón
- Esteban Conde
- Jorge Contreras
- Matías Cresseri
- Cristiano
- Jorge Curbelo
- Juan Curbelo

## D
- Rubén da Silva
- Javier Delgado
- Sebastián Diana
- Nicolás Díaz

## E
- Luciano Emilio

## F
- Andrés Fernández
- Diego Fernández
- Enrique Ferraro
- Raúl Ferro
- Julio Ferrón
- Mateo Figoli
- Derlis Florentín
- Fabricio Formiliano
- Santiago Fosgt

## G
- Pablo Gaglianone
- Jorge Adrián García
- Walter Gargano
- Nicolás Gentilio
- Alcides Ghiggia
- Gastón Gimenez
- Mauro Goicoechea
- Martin Góngora
- Marcelo Gonz
- Anderson Gonzaga
- Álvaro González
- Cristian González
- Santiago González
- Jorge González
- Marcelo González
- Nacho González
- Carlos Grossmüller
- Walter Guglielmone
- Adrián Gunino
- Matías Guzman

## I
- Martin Icart
- Salvador Ichazo
- Diego Ifrán
- Pedro Irala
- Javier Irazún

## J
- Jadson
- Matías Jones

## K
- Gary Kagelmacher
- Fernando Kanapkis

## L
- Miguel Lapolla
- Ernesto Lazzatti
- Sergio Leal
- Jonathan Leites
- Alejandro Lembo
- Pablo Lima
- Rodrigo López
- Máximo Lucas
- Rino Lucas

## M
- Julio Maceiras
- Gastón Machado
- Guillermo Maidana
- Damián Malrechauffe
- Matias Manrique
- Miguel Márquez
- Daniel Martínez
- Luis Ecuardo Martínez
- Diego Martiñones
- Nicolás Massia
- Camilo Mayada
- Christian Mejía
- Leonardo Melazzi
- Álvaro Mello
- Daley Mena
- Pablo Miguez
- Carlos Morales
- José Hermes Moreira

## N
- Álvaro Noble
- Richard Núñez

## O
- Juan Olivera
- Rubén Olivera
- Juan Ortiz
- Raúl Otero

## P
- Ignacio Pallas
- Juan Angel Paredes
- Rodrigo Pastorini
- Pablo Peirano
- César Pellegrín
- Richard Pellejero
- Rubén Pereira
- William Peralta
- Diego Pérez
- Matías Pérez
- Diego Perrone
- Bruno Piano
- Sebastián Píriz
- Inti Podestá
- Matías Porcari
- Gonzalo Porras
- Omar Pouso
- Fabián Pumar
- Federico Puppo

## R
- Federico Rariz
- Álvaro Recoba
- Daniel Revelez
- Guillermo Reyes
- Hamilton Ricard
- Mathias Riquero
- Martín Rivas
- Urbano Rivera
- Sergio Rochet
- Carlos Rodríguez
- Guillermo Rodríguez
- Ribair Rodríguez
- Sebastián Rodríguez
- Sergio Rodríguez
- Marcel Román
- Carlos Romero

## S
- Mathias Saavedra
- Nicolás Saldivia
- Juan Salgueiro
- Hector Salva
- Daniel Sánchez
- Sergio Santín
- Enzo Scorza
- Andrés Silva
- Bruno Silva
- Héctor Silva
- Leandro Silva
- Marcelo Silva
- Néstor Silva
- Santiago Silva
- Jorge da Silva
- Leandro Sosa
- Marcelo Sosa
- Rubén Sosa
- Christian Stuani

## T
- Washington Tais

## V
- Marco Vanzini
- Sebastián Vázquez
- Cesar Vega
- Marcelo Velazco
- Agustín Viana
- Gerardo Vonder Putten

## X
- Miguel Ximénez

## Y
- Christian Yeladian

## Z
- Marcelo Zalayeta
- Javier Zeoli
- Matías Zunino